# Fair Bluff (Karolina Północna)
Fair Bluff – miasto w Stanach Zjednoczonych, w stanie Karolina Północna, w hrabstwie Columbus.